# Barão do Pilar
Barão do Pilar é um título nobiliárquico brasileiro criado por D. Pedro II do Brasil, por decreto de 16 de maio de 1851, em favor a José Pedro da Motta Sayão e Barão com grandeza em 02 de dezembro de 1852. 
Sua esposa, Maria José de Araújo, foi agraciada com o título de Baronesa do Pilar.
.